# Domne Eafe
 (mars 2025).
Le contenu est difficilement compréhensible vu les erreurs de traduction, qui sont peut-être dues à l'utilisation d'un logiciel de traduction automatique.
Domne Eafe (Domneva, Domne Éue, Æbbe ou  Ebba) est une princesse anglo-saxonne de la deuxième moitié du VIIe siècle.
Selon la « légende royale kentique », elle est la petite-fille du roi Eadbald de Kent. Mariée à Merewalh de Mercie, elle eut quatre enfants.  C'est elle qui fonda le double monastère de Minster-in-Thanet, durant le règne de son cousin, le roi Egbert Ier de Kent.

## Origines
Selon la « légende royale kentique », Eormenred, premier roi chrétien d'Angleterre, est le père Domne Eafe. Il est connu à travers la « légende de sainte Mildrith », une série de textes de nature hagiographique relatant la vie de plusieurs saints appartenant à la famille royale du Kent. Eormenred  est né de l'union du roi Eadbald de Kent et d'Emma, il est donc le petit-fils de Æthelberht de Kent. Il est probable qu'il ait partagé la gouvernance du Royaume de Kent avec son frère aîné Eorcenberht de Kent, et qu'il fut précédé par Eorcenberht,. 
Domne Eafe eut pour mère Oslafa.
La « légende royale kentique » enregistre plusieurs enfants nés de l'union entre Eormenred et Oslafa. Leurs fils Æthelred et Æthelberht ont été assassinés pendant le règne de leur cousin le roi Egbert Ier de Kent. Leurs filles sont moins connues, Eormengyth, selon la légende, a été enterré dans la campagne près de Minster-in-Thanet et a été considérée comme une sainte à l'époque anglo-saxonne,. Eormengyth était la sœur de Æbbe et d'Eormenburh. Elle fut mariée à Centwine de Wessex, qui régna de 676-685. Après la mort de celui-ci, elle entra dans les ordres pour  devenir abbesse en succédant à sa sœur de 695 à 705.

## La légende
La légende survit, sous diverses formes, dans un certain nombre de manuscrits, qui datent des onzième et douzième siècles (et plus tard des copies). Celles-ci incluent :
- une vie des saints Æthelberht et Æthelred dans le  Historia regum Britanniae , compilée dans l'Abbaye de Ramsey par le moine Byrhtferth ;
- une vie de Mildrith par Goscelin, qui avance que le Prieuré de Saint Gregoire, de Canterbury aurait reçu du village de Lyminge les reliques des Saintes Mildgyth, et Edburga de Minster-in-Thanet ;
- Saint Grégoire a aussi produit un manuscrit de sa propre initiative, qui serait conservé dans la ville de Gotha (Allemagne).

Selon la légende, Domne Eafe, fille d'un prince du Royaume de Kent Eormenred, a épousé Merewalh, un roi Mercie de Magonsæte, de qui elle a eu un fils, Merfin (connu sous le nom de 'Le Saint Enfant' ", qui est mort jeune") et trois filles, dont aucune ne s'est mariée, et tous ont été proclamés saints. À la mort d'Eormenred, les frères cadets de Domne Eafe, Saints Æthelberht et Æthelred, furent élevés par leur cousin, le roi Ecgberht, et assassinés par le préfet du roi.
Afin d'étancher la querelle de famille que cette parenté aurait provoquée, Ecgberht accepta de payer un Wergeld pour les princes assassinés. La légende prétend que Domne Eafe s'est vu offrir (ou demandé) autant de terrain que sa biche de compagnie pouvait courir en un seul tour. On pense que les détails de la légende sont tous considérablement plus tôt que la date des manuscrits survivants. Il contient des caractéristiques, telles que l'établissement d'un monastère en compensation du préjudice (un cas analogue est enregistré par Bède le Vénérable subit lors de l'assassinat du roi Oswine de Deira par le roi Oswiu de Bernicia, ce qui serait inattendu à partir d'un texte du XIe siècle,. Une preuve circonstancielle serait la date de la plus ancienne version de la légende de l'époque de  Saint Eadburg (mort 751?), Successeur de Mildrith comme abbesse de Minster- in-Thanet.

## Preuve de la charte
Un certain nombre de chartes de Kentish des règnes d'Oswine et de Wihtred s'appellent Domne Eafe, ou plutôt "Æbbe", comme témoin ou bénéficiaire de subventions à Minster-in-Thanet. Rollason soutient que ceux-ci montrent que Minster-in-Thanet était le principal bénéficiaire du parrainage royal des monastères de Kent, surpassant même l'abbaye de Augustin de Cantorbéry. 
Aucune charte ne subsiste du règne d'Ecgberht, et les chartes écrites n'ont commencé que vers cette époque, de sorte que la concession initiale a pu être orale plutôt qu'écrite. L'historien du XVe siècle du village de North Elmham où siégeait l'évêque d'Est-Anglie avant 1075, a enregistré une charte ultérieure, qui a maintenant été perdue, dans l' histoire de Saint Augustin de Cantorbéry. Ceci est daté de 678, sous le règne du frère et successeur d'Egbert, Hlothhere de Kent. L'édition "Rolls Series" de l'histoire de Thomas inclut en frontispice une carte qu'il dessinait montrant Thanet et la route prise à travers l'île par la biche de Domne Eafe, une route qui suivait un fossé et marquait la limite des domaines de Canterbury sur Thanet.

## Arbre généalogique
La « légende royale kentique » comprend des sections généalogiques expansives qui semblent différer de la plupart des généalogies anglo-saxonnes à la fois dans leur traitement plus complet des lignées féminines et dans l'absence d'intérêt pour les ancêtres des seigneurs de guerre païens. En revanche, son intérêt principal est d'enregistrer la capacité de la lignée royale des rois chrétiens à produire des saintes. Au moins onze sont incorporés dans la généalogie, y compris non seulement les princesses de Kent, mais ceux des royaumes Est-Anglie, Mercie et Magonsæte dans lesquels ils se sont mariés. De Æthelberht Ier, dont le règne a commencé en 560, jusqu'aux trois filles de Domne Eafe, toutes acclamées comme saintes, qui seraient mortes au début du VIIIe siècle. L'arbre généalogique ci-dessus, basé uniquement sur les informations contenues dans les différentes versions de la légende royale du Kent, trouve divers points de corroboration dans les écrits de Bède le Vénérable et dans d'autres documents anciens. Les autres individus et relations ne sont connus que de la légende.